# Rogelio Araya
Rogelio Araya fue un político argentino perteneciente a la Unión Cívica Radical.
Ha pasado a la historia argentina por haber sido el primero en presentar un proyecto de ley reconociendo el derecho a voto de la mujer, componente esencial del sufragio universal, el 17 de julio de 1919, cuando se desempeñaba diputado nacional en representación del pueblo de Santa Fe. Los derechos políticos de la mujer argentina no serían reconocidos hasta 1947 y su igualdad plena civil no sería reconocida hasta 1987 (con un breve interregno entre 1949 y 1955, debido a la vigencia de la Constitución de 1949).
Araya fue también presidente de la Unión Cívica Radical durante la Primera Guerra Mundial, defensor de la neutralidad argentina en el conflicto, y en 1924 interventor de la Provincia de Santiago del Estero durante la presidencia de Marcelo T. de Alvear (1922-1928). En este último cargo fue el primero en encargar un estudio científico sobre los meteoritos de Campo del Cielo, que fue realizado por Antenor Álvarez y publicado en 1926.